# アンドレイ・プロコフィエフ
アンドレイ・プロコフィエフ（ロシア語: Андрей Васильевич Прокофьев, 英語: Andrey Vassilyevich Prokofyev, 1959年6月6日 - 1989年6月19日）は、ソビエト連邦の陸上競技選手。1980年モスクワオリンピックの金メダリストである。ロシア共和国スヴェルドロフスク州レスノイ出身。

## 経歴
プロコフィエフは、1980年代前半に活躍したソ連の110mH、短距離の選手である。1980年には、110mHと4×100mRで地元開催のモスクワオリンピックに出場。110mHは13秒49で、3位となった同じソ連のアレクサンドル・プチコフに100分の5秒及ばず4位となった。しかし、リレーではソ連のアンカーを務め、38秒26でウラジミール・ムラヴィヨフ、ニコライ・シドロフ、アレクサンドル・アクシニンとともに金メダルを獲得した。
1982年のヨーロッパ選手権では、110mHで、13秒41で東ドイツのトーマス・ムンケルトに次いで銀メダル。さらに4×100mRでは38秒60で2年前のモスクワオリンピックに次いで金メダルを獲得した。
1983年は、ヘルシンキで開催された第1回世界選手権に出場。110mHは準決勝で敗退してしまったものの、4×100mRでは38秒41で、アメリカ（37秒86世界新）、イタリアに次いで銅メダルを獲得した。
引退後はソ連および東ドイツの陸上コーチを務めたが、うつ病とアルコール中毒を患い、30歳の誕生日の数週間後にスヴェルドロフスクで首を吊って自殺した。

## 自己ベスト
- 100m - 10秒33 (1982年)
- 110mH - 13秒28 (1986年)

## 主な実績
| 年   | 大会                         | 場所                     | 種目    | 結果      | 記録   |
| ---- | ---------------------------- | ------------------------ | ------- | --------- | ------ |
| 1979 | ユニバーシアード             | メキシコシティ(メキシコ) | 110mH   | 1位       | 13秒50 |
| 1980 | オリンピック                 | モスクワ(ソビエト連邦)   | 110mH   | 4位       | 13秒49 |
| 1980 | オリンピック                 | モスクワ(ソビエト連邦)   | 4×100mR | 1位       | 38秒26 |
| 1982 | ヨーロッパ陸上競技選手権大会 | アテネ(ギリシャ)         | 110mH   | 2位       | 13秒46 |
| 1982 | ヨーロッパ陸上競技選手権大会 | アテネ(ギリシャ)         | 4×100mR | 1位       | 38秒60 |
| 1983 | ユニバーシアード             | エドモントン(カナダ)     | 110mH   | 1位       | 13秒46 |
| 1983 | 世界陸上競技選手権大会       | ヘルシンキ(フィンランド) | 110mH   | 5位（sf） | 13秒76 |
| 1983 | 世界陸上競技選手権大会       | ヘルシンキ(フィンランド) | 4×100mR | 3位       | 38秒41 |